# Ari Roland
Ari Roland (* um 1970 in New York City) ist ein US-amerikanischer Jazzmusiker (Kontrabass) des Modern Jazz.

## Leben und Wirken
Roland wuchs in New York auf und begann mit zwölf Jahren, Bass zu spielen, mit 16 Jahren hatte er erste professionelle Auftritte als Musiker. Er studierte dann an der Juilliard School und arbeitete ab den frühen 1990er-Jahren mit Veteranen wie Doc Cheatham (mit dem auch erste Aufnahmen entstanden), Lou Donaldson, Barry Harris und Betty Carter, weiterhin mit Lynne Arriale, Frank Hewitt, Zaid Nasser, Nellie McKay, Chris Byars und Sacha Perry. Mit den beiden letzteren (sowie mit Phil Stewart) spielte Roland 2005 sein Debütalbum Sketches from a Bassist’s Album (Smalls Records) ein. In den 2010er Jahren arbeitete er ferner mit Yaala Ballin, Renaud Penant, Pasquale und Luigi Grasso; 2018 gehörte er dem Harold Mabern Trio an. Mit Pasquale Grasso begleitete er Samara Joy. Im Bereich des Jazz war er von 1992 und 2017 an 38 Aufnahmesessions beteiligt. Seit 2014 hält er mit seiner Gruppe internationale Jazz-Workshops an der Accademia Tetracordo in Isernia ab.

## Diskographische Hinweise
- And So I Lived in Old New York (Smalls, 2007), mit Chris Byars, Sacha Perry, Phil Stewart